# Rodrigo Gómez
Rodrigo Gómez, mit vollständigem Namen Rodrigo Vicente Gómez Peña (* 25. Januar 1968 in Santiago de Chile), ist ein ehemaliger chilenischer Fußballspieler. Der Abwehrspieler gewann zwei Meistertitel und absolvierte sieben Länderspiele für Chile.

## Karriere

### Verein
Rodrigo Gómez debütierte 1986 bei Universidad Católica und wurde 1989 an den Zweitligisten CD Palestino ausgeliehen. Mit Palestino gelang ihm der sofortige Aufstieg in die Primera División. 1992 kehrte er zu Universidad Católica zurück und beendete 1997 seine Karriere beim Hauptstadtklub. Mit den Cruzados holte Gómez die Meistertitel 1987 und der Apertura 1997. Bei der Copa Libertadores 1993 erreichte Gómez mit UC das Finale, das die Chilenen gegen den brasilianischen Klub FC São Paulo nach Hin- und Rückspiel mit 5:3 in Summe verloren.

### Nationalmannschaft
Rodrigo Gómez debütierte im April 1991 beim Freundschaftsspiel gegen Mexiko. Gómez kam in weiteren Freundschaftsspielen zum Einsatz und wurde für die Copa América 1991 nominiert. Dort absolvierte er das erste Gruppenspiel, das La Roja mit 2:0 gegen Venezuela gewann. Chile zog in die Finalrunde ein und wurde Turnierdritter. Es war zugleich das letzte Spiel des Verteidigers im Trikot der Nationalmannschaft. Insgesamt absolvierte Gómez sechs Länderspiele.

## Erfolge
Universidad Católica
- Chilenischer Meister: 1987, 1997-A
- Chilenischer Pokalsieger: 1995